# César Flores Maldonado
César Flores Maldonado (Coyuquilla Norte, Municipio de Petatlán, Guerrero, 28 de febrero de 1963) es un abogado, maestro en Economía y Gobierno, doctor en Ciencias Políticas y político mexicano. Es miembro del Partido Revolucionario Institucional, ha sido diputado federal suplente por el PRI, secretario de Desarrollo Económico del Gobierno del Estado, director general Fideaca, director de Transportes y delegado general. Actualmente es director de la Confederación Nacional de Organizaciones Populares.

## Biografía
Nació en Coyuquilla Norte, Municipio de Petatlan, Guerrero, lugar donde pasó los primeros años de su infancia. A los 7 años de edad su familia se mudó a Acapulco, puerto en el que estudió la primaria, secundaría y preparatoria. Incursionó en la política desde los 14 años en el Frente Juvenil Revolucionario. Su formación como abogado la obtuvo en la Facultad de  Derecho de la Universidad Autónoma de Guerrero, donde se graduó con la tesis "El derecho procesal electoral mexicano". Una vez terminada la Licenciatura se convirtió en Delegado General de Gobierno en Acapulco, cargo al cual renunció para continuar con sus estudios en Distrito Federal.
Estudió la maestría en Economía y Gobierno en la Universidad Anáhuac del Norte, titulándose con la tesis "Pobreza y elecciones en Acapulco" con la que obtuvo mención honorífica. Cursó el doctorado en Ciencias Políticas con orientación en Administración Pública en la Facultad de Ciencias Políticas y Sociales de la Universidad Nacional Autónoma de México, en la que su tesis "La remunicipalización en México, el caso del Estado de Guerrero" le otorgó el grado de doctor con mención honorífica.
A los 23 años, en el Gobierno de José Francisco Ruiz Massieu, fue secretario de Organización del Comité Ejecutivo Estatal del PRI, donde trabajó directamente en la organización política del partido. También ha desempeñado los cargos de Director del Fideicomiso Acapulco, Delegado General de Gobierno de Acapulco, Presidente del Consejo Electoral No Ciudadano de Guerrero y Director de Transportes del Gobierno de Guerrero.
Como Director de Transportes, implementó el rol de rutas en el servicio de transporte urbano, diversificó los puntos de llegada de camiones, se generó una cultura de pago de impuestos por parte de los camioneros, en las que las iniciativas beneficiaron de forma estructural a trabajadores y a pasajeros. Así mismo, durante el Gobierno de Ángel Aguirre Rivero propuso y consolidó la regularización de taxistas pertenecientes a la economía informal, incorporándolos a la formal otorgando de forma gratuita las concesiones con el fin de hacer justicia a los trabajadores del volante.
Ha desempeñado cargos de elección popular en varias ocasiones. En 1988, a los 24 años de edad, fue Diputado federal suplente en la LIV Legislatura del Congreso de la Unión de México, en la que asumió inmediatamente el cargo tras el permiso del diputado propietario Jaime Castrejón Díez, misma en la que fue diputado local propietario.
En 2006 fue diputado federal  propietario en la LX legislatura del Congreso de la Unión de México, en la que participó en las comisiones de Defensa Nacional y Presupuesto, enfocándose en cuestiones de Infraestructura. En trabajo conjunto con personajes como Carlos Rojas Gutiérrez y César Duarte Jáquez, consolidó el aumento de más del 350% de la inversión que tenían las carreteras en el estado de Guerrero en menos de tres años.
En estas mismas comisiones trabajó con Emilio Gamboa Patrón, quien años más tarde, al convertirse Secretario General del Comité Ejecutivo Nacional del PRI, lo nombró  Secretario General de la Confederación Nacional de Organizaciones Populares (CNOP) del partido, cargo que actualmente desempeña.